# Festivales al Parque
Festivales al Parque  son una serie de seis conciertos musicales que se llevan a cabo a lo largo del año la ciudad de Bogotá. Es un espacio gratuito al aire libre donde gente de todo tipo de condiciones socioeconómicas se reúne en diferentes escenarios artísticos y culturales para escuchar a los representantes más importantes de los diferentes géneros musicales.
Las agrupaciones artísticas que se presentan en estos festivales pueden ser internacionales pero hay un espacio grande destinado para agrupaciones artísticas locales. Para los seis festivales el distrito abre convocatorias para seleccionar a los artistas que se van a presentar, para cada género hay un jurado idóneo que se encarga de seleccionar a los mejores exponentes de cada género.

## Historia
El inicio de los festivales al parque en la ciudad de Bogotá se dio en el año 1995 con la primera edición de Rock al Parque, el éxito de esta primera versión dio como fruto que en 1996 organizaran la segunda versión de Rock al Parque, la primera de Jazz al Parque y la primera también de Rap al parque (hoy en día hip hop al parque). 
En 1997 se realiza la primera versión de Salsa al parque y el primer Festival de Música Llanera, en 1998 el distrito realiza la primera versión de Opera al parque y en el 2002 se llevó a cabo la primera versión de Colombia al parque que nació como un espacio cultural destinado únicamente a la música colombiana.
Cada uno de los festivales se realiza de forma anual y constituyen un espacio cultural, artístico y musical.

## Festivales
Rock al parque
Se lleva a cabo en el mes de julio, dura 3 días y acoge géneros musicales como: rock, metal, punk, ska, reggae entre otras ramificaciones del rock. Su primera edición fue en 1995 y es el festival más grande e importante de los Festivales al Parque. El parque Simón Bolívar es el principal escenario de este festival.
Artistas como: Apocalyptica, Café Tacvba, Manu Chao, Cannibal Corpse, Pornomotora entre otros han sido parte de Rock Al Parque
Jazz al parque
Se lleva a cabo en el mes de septiembre, su primera edición fue en 1996 y han participado artistas importantes del Jazz como: Erik Truffas, Diego Valdés, Avishai Cohen entre otros.
Salsa al parque
Su primera edición fue en 1997, se lleva a cabo en el mes de agosto, es un espacio dedicado a la música Salsa, trova, son y jazz latino entre otros géneros, Salsa al Parque además de ser un espacio para escuchar música también es un espacio para el baile. Entre los artistas que han pasado por la tarima de Salsa al Parque están los siguientes: Richie Ray y Bobby Cruz, Guayacán Orquesta, La 33 y Los Hermanos Lebrón.
Hip-hop al parque
Hip-Hop Al parque (antes conocido como Rap al Parque) se lleva a cabo en el mes de octubre, es el escenario más importante de música urbana, ritmos como el Hip Hop y el Rap son protagonistas en este festival. Su primera edición fue en 1996 y además de las muestras musicales es un espacio para el baile de estilo libre y el grafiti. Artistas como Tres Coronas, Public Enemy Culcha Candela, Cartel De Santa entre otros han sido parte de Hip-Hop al Parque
Ópera al parque
Se lleva a cabo en el mes de noviembre y presente géneros musicales como: ópera, coral, zarzuela entre otros, su primera edición fue en 1998. Es el único festival que no se lleva a cabo en grandes escenarios con capacidad para miles de personas, se lleva a cabo en espacios especiales para este tipo de música.
Colombia al parque
Se lleva a cabo en el mes de julio y celebra la música colombiana, reúne géneros musicales como: Cumbia, Porro, Música Llanera, Carranga entre otros géneros populares colombianos.
Es un espacio en el cual se celebra la música, cultura y gastronomía de las diversas regiones colombianas.
Artistas colombianos como Totó la Momposina, Jorge Velosa, Petrona Martínez, Systema Solar entre otros han sido parte de este festival. Su primera edición fue en 2002